# Димар Федір Олексійович
Федір Олексійович Димар (7 жовтня 1888 -  30 квітня 1972)  — підполковник Армії УНР, український священик, учасник Української революції (1917-1921). 
Народився у м. Миргород. 
Останнє звання у російській армії — капітан інженерних військ.
У 1919 р. — помічник командира Окремої інженерної сотні Корпусу Січових стрільців Дієвої армії УНР. 
У 1920–1923 рр — старшина інженерного куреня  3-ї Залізної дивізії, потому — 6-го інженерного куреня 6-ї Січової дивізії Армії УНР.
У 1920-і рр. у Польщі прийняв священницький сан. У 1950—70-х рр. мешкав у Сполучених Штатах Америки.